# Sekhemrê-Sementaouy Djehouty
Pour les articles homonymes, voir Djéhouty.
Sekhemrê-Sementaouy Djehouty est un roi obscur de la Deuxième Période intermédiaire. 

## Attestations

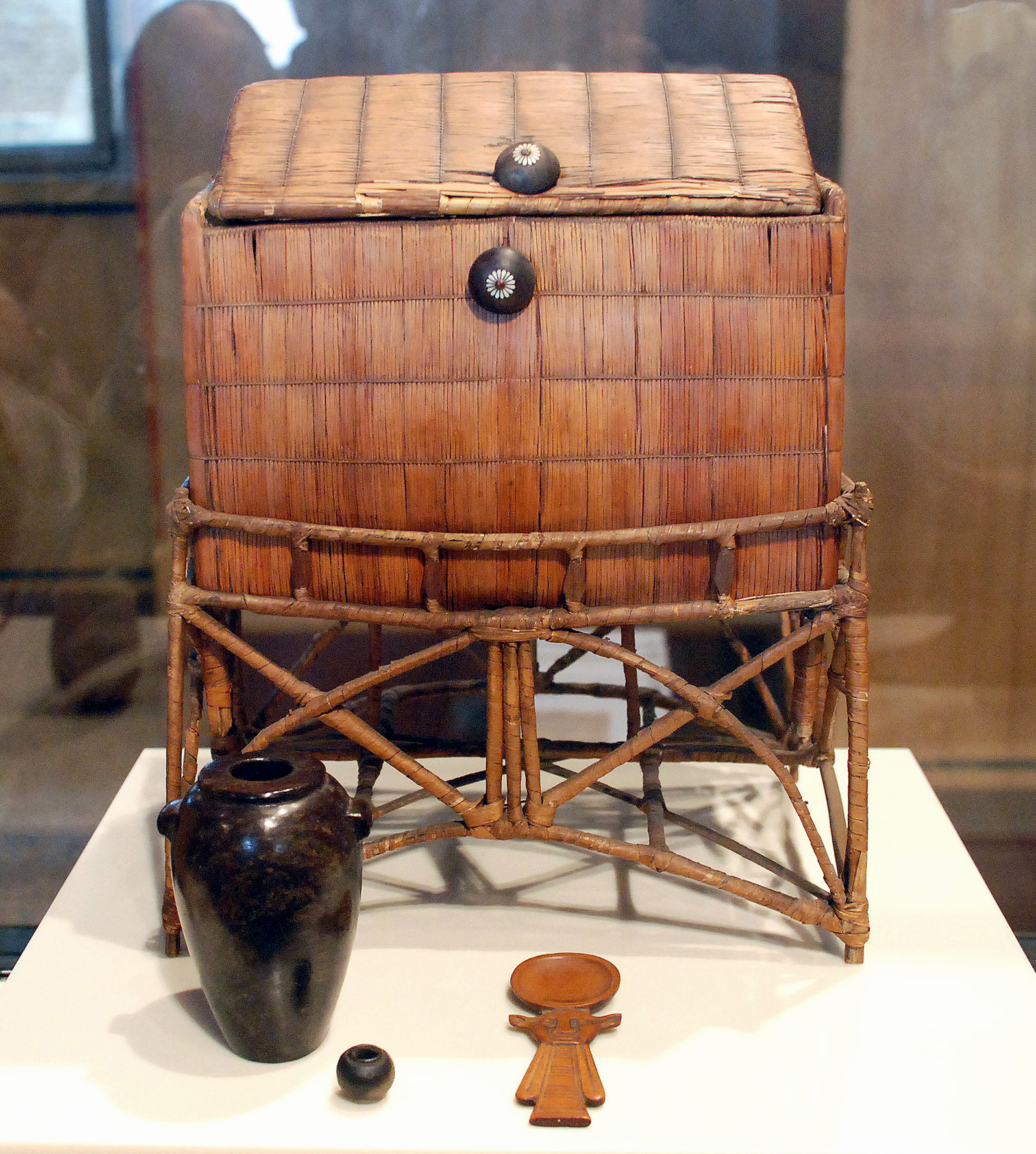
Boîte à cosmétiques de la reine Montouhotep, épouse de Djehouty.

Sekhemrê-Sementaouy Djehouty est probablement attestée sur le Canon royal de Turin, à la position 12.1, et sur la liste de Karnak, sous son nom de Sa-Rê Sekhemrê-Sementaouy à la position 8.
Toutes les attestations contemporaines de Djehouty proviennent d'un tronçon de 145 kilomètres de long de la vallée du Nil, de Deir el-Ballas au nord à Edfou au sud, ce qui correspond approximativement au territoire dans la sphère d'influence des souverains de la XVIe dynastie. Les noms de Sa-Rê et Nesout-bity de Djehouty sont connus à partir d'un seul bloc découvert par Flinders Petrie à Deir el-Ballas. Un bloc peint portant le cartouche de Djehouty et le montrant portant la couronne rouge de Basse-Égypte - bien au-delà de sa sphère d'influence - a été découvert à Edfou,. Pour le reste, Djehouty n'est attestée que par des objets provenant de la sépulture de sa femme. Le tombeau de la reine Montouhotep a été retrouvé intact en 1822 et son cercueil (aujourd'hui perdu) portait l'inscription d'une des plus anciennes versions de textes du Livre des morts. La boîte à cosmétiques de Montouhotep porte le nomen, le prénom et le cartouche de Djehouty ainsi que des formules funéraires et une inscription révélant que la boîte était un cadeau du roi.
Il a été suggéré que la pyramide inachevée de Saqqarah sud, non attribuée, aurait été construite pour Djehouty. Cette hypothèse est basée sur une inscription fragmentaire trouvée à l'intérieur de la pyramide et où il est inscrit Ouserkhâ..., une référence possible à Ouserkhâou, c'est-à-dire le nom d'Horus d'or de Djehouty.

## Position chronologique
La position chronologique Djehouty reste débattue. En effet, sur ce point, le Canon royal de Turin est ouvert à des interprétations. Plusieurs rois sont enregistrés sous le nom de Sekhemrê-... et les dommages causés au document original ne préservent pas le nom complet. Par conséquent, Sekhemrê-Sementaouy Djehouty peut en principe correspondre à n'importe quel Sekhemrê-... conservé sur la liste des rois, c'est-à-dire peut être un souverain de la XIIIe, XVIe et XVIIe dynasties.
Les égyptologues Darrell Baker, Kim Ryholt et Julien Siesse pensent qu'il faisait partie de la XVIe dynastie, qui a contrôlé la région thébaine après 1650 avant notre ère,,. 
Par ailleurs, deux études de Claude Vandersleyen et Christina Geisen datent le règne de Djehouty tout à la fin de la XIIIe dynastie. La datation de Geisen repose sur des considérations stylistiques concernant le cercueil de sa reine, mais Stephen Quirke soutient que les hypothèses utilisées ne sont pas prouvées.
Une théorie plus ancienne de Jürgen von Beckerath, dont les conclusions sont partagées par Hans Stock, soutient que Djéhouty était un souverain du début de la XVIIe dynastie, qui a pris naissance en Haute-Égypte après l'effondrement de la XVIe dynastie, à la suite de la brève conquête de Thèbes par les Hyksôs. Cette théorie est étayée par la découverte du tombeau de la reine de Djehouty, Montouhotep, qui se trouve à Dra Abou el-Naga, une nécropole généralement associée à la XVIIe dynastie. Des chercheurs comme Chris Bennett soulignent toutefois que cela ne signifie pas nécessairement que Djehouty a également été enterré à Dra Abou el-Naga.
Certains égyptologues ont proposé que Djehouty était marié à une petite-fille du vizir Ibiâou qui a servi sous le roi Ouahibrê Ibiâou de la XIIIe dynastie vers 1712 - 1701 avant notre ère, et était donc très probablement éloignée de ce roi de deux générations,. Plus récemment, on a cependant fait remarquer que le lien entre Ibiâou et la consort Montouhotep n'est toujours pas prouvé et que la corrélation temporelle proposée entre Ouahibrê Ibiâou et Djéhouty reste conjecturale.